# Blåsenhus
Blåsenhus är ett campus vid Uppsala universitet. Campuset inhyser flera olika institutioner, huvudsakligen för pedagogik och psykologi. Inflyttningen skedde i början av 2010.
Blåsenhus har plats för cirka 2 500 studenter och 400 anställda. Här utbildas framtida lärare, personalvetare, beteendevetare och psykologer. Tidigare har de enheter vid universitetet som på olika sätt arbetar med pedagogik varit utspridda på olika adresser i Uppsala, till exemplel på Semiariehuset.

## Historia

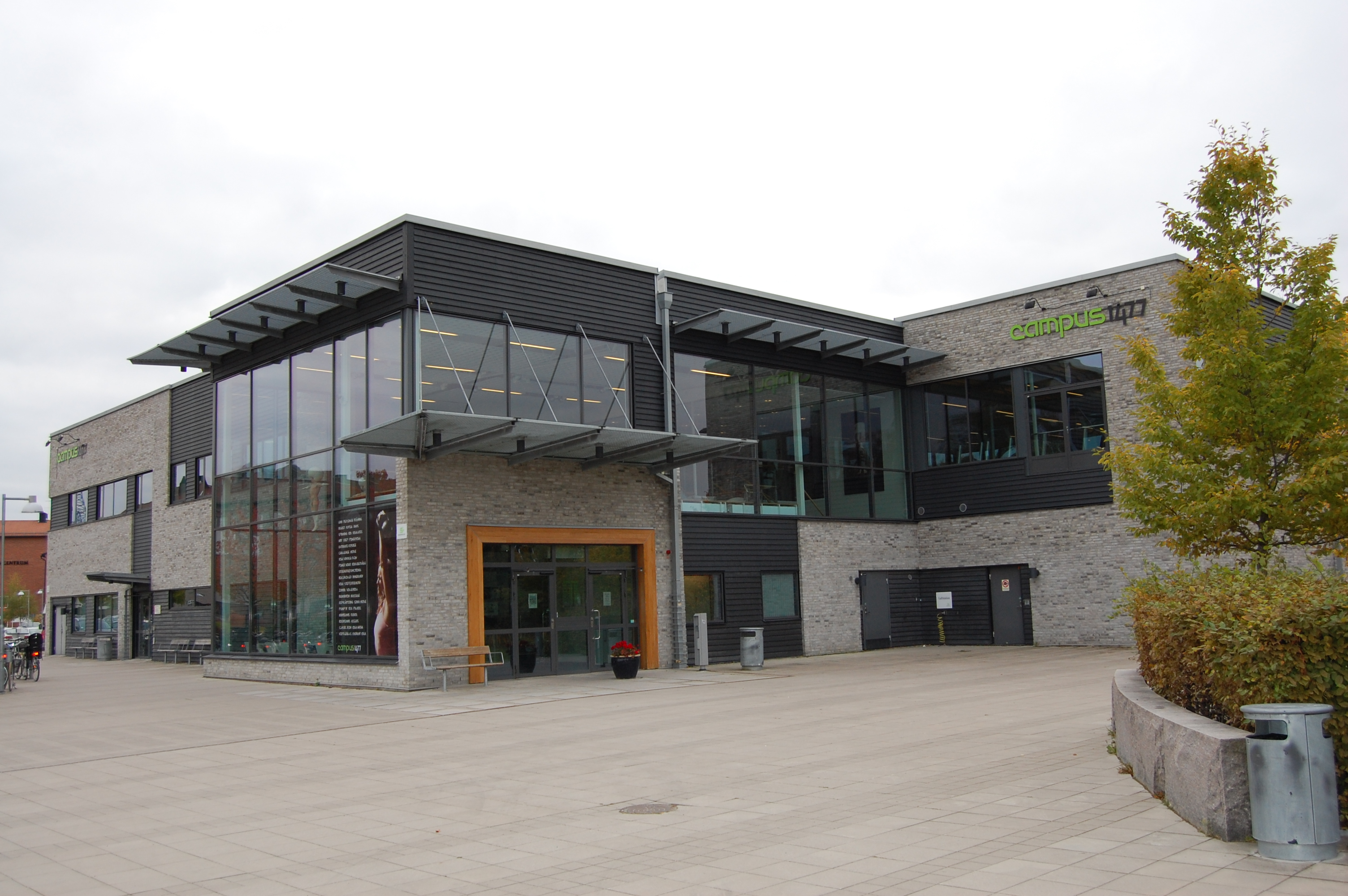
Campus1477:s lokaler invid Blåsenhus.

20 april 2007 togs det första spadtaget till byggandet av Blåsenhus. 2009 stod lokalerna färdiga och inflyttning skedde vårterminen 2010. Den officiella invigningen ägde rum den 11 mars 2010. Byggnaden Blåsenhus tilldelades Upsala Nya Tidnings stadsmiljöpris 2011. Träningsanläggningen Campus1477:s lokaler intill Blåsenhus öppnade i januari 2010.
Innan Blåsenhus så var pedagogikutbildning på Semiariehuset i norra Uppsala.